# Cochlostoma oscitans
Cochlostoma oscitans is een slakkensoort uit de familie van de Megalomastomatidae. De wetenschappelijke naam van de soort is voor het eerst geldig gepubliceerd in 1989 door Gofas.